# Tweede divisie (mannenhandbal) 2019/20
De tweede divisie is de op twee na hoogste afdeling van het Nederlandse handbal bij de heren op landelijk niveau. De tweede divisie bestaat uit twee gelijkwaardige onafhankelijke groepen/competities (A en B), elk bestaande uit twaalf teams met een eigen kampioen en degradanten.

## Gevolgen van de coronacrisis in Nederland
Nadat eerder alle wedstrijden tussen 12 en 22 maart 2020 waren afgelast, heeft op 24 maart het bondsbestuur van het NHV, alle competities voor het seizoen 2019/2020 als beëindigd verklaard. De belangrijkste consequenties waren dat de standen op 10 maart, de dag waarop de laatste wedstrijden zijn gespeeld, als de eindstanden golden, en dat er voor dit seizoen geen reglementaire promotie/degradatie bestond. Zelfs niet voor ploegen die dachten al zeker te zijn van promotie of degradatie, daar tegenover een promoverende ook een degraderende ploeg staat en veelal, zoniet altijd, beide nog niet bekend waren. Dit als gevolg van de op 23 maart door het kabinet genomen aangescherpte maatregelen in verband met de coronacrisis in Nederland waardoor er zeker tot 1 juni geen verdere wedstrijden meer gespeeld konden worden.
Hieronder wordt de situatie getoond zoals deze op 10 maart 2020 bestond, inclusief hetgeen dat in de planning stond. Voor de duidelijkheid, het ingeplande is definitief afgelast en de standen zijn als de eindstanden bepaald.

## Opzet
In het seizoen 2020/21 wordt de eerste divisie met twee teams, van veertien naar twaalf, teruggebracht. Dit betekent dat er niet alleen in de eerste divisie twee extra teams degraderen, maar ook op alle onderliggende niveaus. Dit seizoen degraderen er dus niet vier maar zes teams uit de gezamenlijke derde divisies. Daardoor wordt dit seizoen een soort tussenjaar met een gewijzigde opzet.
- De twee kampioenen promoveren rechtstreeks naar de eerste divisie (mits er niet al een hogere ploeg van dezelfde vereniging in de eerste divisie speelt).
- De ploegen die als twee-na-laatste (tiende), een-na-laatste (elfde) en laatste (twaalfde) eindigen, degraderen rechtstreeks naar de hoofdklasse.

Er promoveren dus 2 ploegen, en er degraderen 6 (gelijk aan het aantal hoofdklassen bij de heren plus twee extra) ploegen.

## Tweede divisie A

### Teams
| Ploeg                          | Plaats            | Provincie     | Hal                  |
| ------------------------------ | ----------------- | ------------- | -------------------- |
| Cometas                        | Leeuwarden        | Friesland     | Kalverdijkje 2       |
| E&O 2                          | Emmen             | Drenthe       | Angelslo             |
| IMTO Benelux/Hellas 2          | Den Haag          | Zuid-Holland  | Hellashal            |
| H.V.C.                         | Barger-Compascuum | Drenthe       | De Klabbe            |
| Nieuwegein Houten Combinatie 2 | Nieuwegein        | Utrecht       | Galecop              |
| Reehorst                       | Ede               | Gelderland    | de Reehorst          |
| Ha-STU                         | Nijmegen          | Gelderland    | Radbout Sportcentrum |
| Tonegido                       | Anna Paulowna     | Noord-Holland | de Wieringen         |
| UGHV                           | Ulft              | Gelderland    | de IJsselweide       |
| De Lange Natuursteen/Unitas    | Rolde             | Drenthe       | De Boerhoorn         |
| U.S.                           | Amsterdam         | Noord-Holland | de Pijp              |
| B&B Healthcare/WHC-Hercules 2  | Den Haag          | Zuid-Holland  | Loosduinen           |

>> Resterende programma afgelast, het getoonde is de oorspronkelijke planning. <<

### Stand
| Pos | Team                           | Wed | W  | G | V  | Ptn | DV  | DT  | +/−  | Opmerking                         |
| --- | ------------------------------ | --- | -- | - | -- | --- | --- | --- | ---- | --------------------------------- |
| 1   | E&O 2                          | 19  | 14 | 1 | 4  | 29  | 570 | 479 | +91  | Promoveert naar de eerste divisie |
| 2   | De Lange Natuursteen/Unitas    | 19  | 13 | 3 | 3  | 29  | 547 | 476 | +71  |                                   |
| 3   | Ha-STU                         | 18  | 12 | 1 | 5  | 25  | 513 | 434 | +79  |                                   |
| 4   | Tonegido                       | 18  | 9  | 4 | 5  | 22  | 527 | 510 | +17  |                                   |
| 5   | Reehorst                       | 19  | 9  | 2 | 8  | 20  | 529 | 493 | +36  |                                   |
| 6   | IMTO Benelux/Hellas 2          | 18  | 9  | 1 | 8  | 19  | 447 | 447 | 0    |                                   |
| 7   | U.S.                           | 19  | 9  | 1 | 9  | 19  | 541 | 538 | +3   |                                   |
| 8   | UGHV                           | 18  | 7  | 2 | 9  | 16  | 504 | 547 | −43  |                                   |
| 9   | Nieuwegein Houten Combinatie 2 | 19  | 7  | 2 | 10 | 16  | 535 | 528 | +7   |                                   |
| 10  | B&B Healthcare/WHC-Hercules 2  | 18  | 7  | 1 | 10 | 15  | 520 | 534 | −14  | Degraderen naar de hoofdklasse    |
| 11  | Cometas                        | 19  | 5  | 0 | 14 | 10  | 464 | 589 | −125 | Degraderen naar de hoofdklasse    |
| 12  | H.V.C.                         | 18  | 0  | 2 | 16 | 2   | 462 | 584 | −122 | Degraderen naar de hoofdklasse    |

### Programma/Uitslagen
| Thuis \ Uit                    | COM    | E&O    | HEL    | HVC    | NHC    | REE    | STU    | TNG    | UGH    | UNI    | US    | W&H    |
| ------------------------------ | ------ | ------ | ------ | ------ | ------ | ------ | ------ | ------ | ------ | ------ | ----- | ------ |
| Cometas                        |        | 21 mrt | 21–18  | 33–20  | 29–23  | 22–27  | 19–37  | 33–38  | 33–28  | 21–29  | 4 apr | 24–30  |
| E&O 2                          | 34–24  |        | 28–24  | 35–23  | 34–27  | 27–15  | 28–29  | 32–26  | 30–24  | 29 mrt | 35–26 | 33–25  |
| IMTO Benelux/Hellas 2          | 29–18  | 23–21  |        | 14 mrt | 30–26  | 25–24  | 22–24  | 28–23  | 29 mrt | 24–24  | 26–30 | 21–26  |
| H.V.C.                         | 26–27  | 26–36  | 25–28  |        | 26–32  | 5 apr  | 23–29  | 30–30  | 26–27  | 17–33  | 31–35 | 22 mrt |
| Nieuwegein Houten Combinatie 2 | 39–19  | 26–31  | 23–32  | 32–24  |        | 28–28  | 28 mrt | 32–26  | 35–26  | 31–31  | 28–31 | 33–36  |
| Reehorst                       | 27–22  | 26–24  | 28–31  | 40–25  | 30–28  |        | 33–28  | 28 mrt | 41–15  | 28–34  | 32–34 | 30–21  |
| Ha-STU                         | 36–23  | 5 apr  | 22 mrt | 23–14  | 20–21  | 27–20  |        | 26–26  |        | 31–19  | 37–26 | 26–23  |
| Tonegido                       | 38–28  | 21–23  | 5 apr  | 35–35  | 30–16  | 29–28  | 32–31  |        | 26–26  | 29–24  | 33–32 | 33–29  |
| UGHV                           | 32–23  | 29–29  | 27–20  | 36–30  | 4 apr  | 26–20  | 25–35  | 21 mrt |        | 32–33  | 36–29 | 36–32  |
| De Lange Natuursteen/Unitas    | 32–22  | 29–28  | 27–20  | 27–24  | 21 mrt | 22–22  | 24–26  | 33–27  | 31–26  |        | 32–25 | 4 apr  |
| U.S.                           | 46–23  | 26–31  | 32–23  | 28 mrt | 19–17  | 22 mrt | 23–20  | 24–25  | 34–28  | 18–28  |       | 21–23  |
| B&B Healthcare/WHC-Hercules 2  | 28 mrt | 30–31  | 20–23  | 46–37  | 26–38  | 25–30  | 33–28  | 15 mrt | 40–25  | 25–35  | 30–30 |        |

## Tweede divisie B

### Teams
| Ploeg                     | Plaats      | Provincie     | Hal                  |
| ------------------------- | ----------- | ------------- | -------------------- |
| Apollo                    | Son         | Noord-Brabant | de Landing           |
| Atomium '61               | Rotterdam   | Zuid-Holland  | de Enk               |
| BFC 2                     | Beek        | Limburg       | de Haamen            |
| Feyenoord Handbal 2       | Rotterdam   | Zuid-Holland  | Albeda College       |
| Habo '95                  | Boekel      | Noord-Brabant | De Burcht            |
| Hellas 3                  | Den Haag    | Zuid-Holland  | Hellashal            |
| Hercules 2                | Den Haag    | Zuid-Holland  | Boswijk              |
| HVOS                      | Spijkenisse | Zuid-Holland  | Olympia              |
| Quintus 3                 | Kwintsheul  | Zuid-Holland  | Eekhout Hal          |
| Rapiditas                 | Weert       | Limburg       | Aan de Bron          |
| WPK/Westlandia            | Naaldwijk   | Zuid-Holland  | Sportcentrum De Pijl |
| handbalshop.nl/Witte Ster | Waspik      | Noord-Brabant | Sportcentrum Waspik  |

>> Resterende programma afgelast, het getoonde is de oorspronkelijke planning. <<

### Stand
| Pos | Team                      | Wed | W  | G | V  | Ptn | DV  | DT  | +/−  | Opmerking                         |
| --- | ------------------------- | --- | -- | - | -- | --- | --- | --- | ---- | --------------------------------- |
| 1   | Apollo                    | 19  | 15 | 3 | 1  | 33  | 600 | 491 | +109 | Promoveert naar de eerste divisie |
| 2   | handbalshop.nl/Witte Ster | 19  | 15 | 2 | 2  | 32  | 580 | 470 | +110 |                                   |
| 3   | Habo '95                  | 19  | 14 | 0 | 5  | 28  | 534 | 482 | +52  |                                   |
| 4   | Rapiditas                 | 19  | 10 | 0 | 9  | 20  | 583 | 506 | +77  |                                   |
| 5   | Hellas 3                  | 19  | 7  | 4 | 8  | 18  | 530 | 561 | −31  |                                   |
| 6   | BFC 2                     | 19  | 7  | 3 | 9  | 17  | 522 | 532 | −10  |                                   |
| 7   | Quintus 3                 | 19  | 9  | 1 | 9  | 17  | 515 | 555 | −40  |                                   |
| 8   | Hercules 2                | 19  | 8  | 1 | 10 | 17  | 511 | 567 | −56  |                                   |
| 9   | HVOS                      | 19  | 6  | 2 | 11 | 14  | 482 | 511 | −29  |                                   |
| 10  | WPK/Westlandia            | 19  | 6  | 0 | 13 | 12  | 532 | 595 | −63  | Degraderen naar de hoofdklasse    |
| 11  | Feyenoord Handbal 2       | 20  | 5  | 2 | 13 | 12  | 546 | 602 | −56  | Degraderen naar de hoofdklasse    |
| 12  | Atomium '61               | 20  | 4  | 0 | 16 | 8   | 539 | 602 | −63  | Degraderen naar de hoofdklasse    |

1. ↑  Quintus 3 heeft 2 punten in mindering gekregen.

### Programma/Uitslagen
| Thuis \ Uit               | APO   | ATM    | BFC    | FEY   | HAB    | HEL    | HER    | HVO    | QUI    | RAP    | WLA    | WST    |
| ------------------------- | ----- | ------ | ------ | ----- | ------ | ------ | ------ | ------ | ------ | ------ | ------ | ------ |
| Apollo                    |       | 29 mrt | 30–27  | 43–19 | 34–20  | 21 mrt | 33–33  | 34–28  | 35–20  | 28–22  | 34–28  | 28–28  |
| Atomium '61               | 28–34 |        | 30–24  | 27–33 | 29–32  | 5 apr  | 31–33  | 26–33  | 31–36  | 20–26  | 34–36  | 28–24  |
| BFC 2                     | 27–34 | 31–29  |        | 33–23 | 5 apr  | 25–25  | 22 mrt | 22–26  | 35–14  | 29–21  | 35–32  | 28–28  |
| Feyenoord Handbal 2       | 28–33 | 24–26  | 37–26  |       | 33–21  | 28–32  | 29–26  | 25–25  | 31–32  | 29–42  | 26–21  | 28 mrt |
| Habo '95                  | 21–22 | 30–27  | 30–27  | 35–27 |        | 33–19  | 31–20  | 32–27  | 31–19  | 32–26  | 28 mrt | 27–24  |
| Hellas 3                  | 32–35 | 29–25  | 29–29  | 32–32 | 24–26  |        | 28 mrt | 17–25  | 30–31  | 33–30  | 37–32  | 28–30  |
| Hercules 2                | 28–30 | 25–24  | 29–30  | 33–29 | 26–24  | 23–24  |        | 4 apr  | 26–30  | 30–28  | 33–27  | 21–36  |
| HVOS                      | 23–23 | 24–21  | 29 mrt | 23–22 | 20–24  | 24–30  | 25–27  |        | 22–28  | 29–19  | 26–31  | 21–24  |
| Quintus 3                 | 30–33 | 28–31  | 21–23  | 30–24 | 23–31  | 28–28  | 34–27  | 37–30  |        | 29 mrt | 29–22  | 24–31  |
| Rapiditas                 | 21–18 | 41–23  | 36–26  | 4 apr | 21 mrt | 37–25  | 43–17  | 35–26  | 34–21  |        | 45–27  | 21–27  |
| WPK/Westlandia            | 28–39 | 29–26  | 30–24  | 33–25 | 29–30  | 28–34  | 22–27  | 22 mrt | 4 apr  | 27–26  |        | 28–30  |
| handbalshop.nl/Witte Ster | 5 apr | 30–23  | 28–21  | 29–22 | 26–24  | 40–22  | 37–27  | 34–25  | 22 mrt | 39–30  | 35–22  |        |